# BAFTA 2025
Os Prêmios da Academia Britânica de Cinema de 2025 (em inglês: 78th British Academy Film Awards), mais conhecido como BAFTA 2025, foram atribuídos em cerimônia realizada em 16 de fevereiro de 2025, homenageando os melhores filmes britânicos e estrangeiros de 2024.
A cerimônia foi apresentada por David Tennant e realizada mais uma vez no Royal Festival Hall do Southbank Centre, no centro de Londres, com transmissão ao vivo pela BBC One e iPlayer no Reino Unido, e por streaming através da BritBox International na América do Norte.

## Vencedores e indicados
Os pré-finalistas do BAFTA foram anunciados em 3 de janeiro de 2025. Os indicados foram anunciados no dia 15 do mesmo mês. Os vencedores foram anunciados em 16 de fevereiro de 2025.

### BAFTA Fellowship
- Warwick Davis

### Outstanding British Contribution to Cinema
- MediCinema

### Categorias
Os vencedores são listados primeiro e destacados em negrito.
| Melhor Filme | Melhor Direção |
| --- | --- |
| - Conclave – Tessa Ross, Juliette Howell e Michael A. Jackman - A Complete Unknown – Alex Heineman, Fred Berger e James Mangold - Anora – Alex Coco, Samantha Quan e Sean Baker - Emilia Pérez – Pascal Caucheteux e Jacques Audiard - The Brutalist - Nick Gordon, Brian Young, Andrew Morrison, D. J. Gugenheim, e Brady Corbet | - Brady Corbet – The Brutalist - Coralie Fargeat – A Substância - Denis Villeneuve – Duna: Parte 2 - Edward Berger – Conclave - Jacques Audiard – Emilia Pérez - Sean Baker – Anora |
| Melhor Ator | Melhor Atriz |
| - Adrien Brody – The Brutalist - Colman Domingo – Sing Sing - Hugh Grant – Herege - Ralph Fiennes – Conclave - Sebastian Stan – The Apprentice - Timothée Chalamet – A Complete Unknown | - Mikey Madison – Anora - Cynthia Erivo – Wicked - Demi Moore – A Substância - Karla Sofía Gascón – Emilia Pérez - Marianne Jean-Baptiste – Hard Truths - Saoirse Ronan – The Outrun |
| Melhor Ator Coadjuvante | Melhor Atriz Coadjuvante |
| - Kieran Culkin – A Real Pain - Clarence Maclin – Sing Sing - Edward Norton – A Complete Unknown - Guy Pearce – The Brutalist - Jeremy Strong – The Apprentice - Yura Borisov – Anora | - Zoe Saldaña – Emilia Pérez - Ariana Grande – Wicked - Felicity Jones – The Brutalist - Isabella Rossellini – Conclave - Jamie Lee Curtis – The Last Showgirl - Selena Gomez – Emilia Pérez |
| Melhor Roteiro Original | Melhor Roteiro Adaptado |
| - A Real Pain – Jesse Eisenberg - A Substância – Coralie Fargeat - Anora – Sean Baker - Kneecap – Rich Peppiatt, Naoise Ó Cairelláin, Liam Og Ó Hannaidh e JJ Ó Dochartaigh - The Brutalist – Brady Corbet e Mona Fastvold | - Conclave – Peter Straughan - A Complete Unknown – James Mangold e Jay Cocks - Emilia Pérez – Jacques Audiard - Nickel Boys – RaMell Ross e Joslyn Barnes - Sing Sing – Clint Bentley, Greg Kwedar, Clarence Maclin e "John Divine G" Whitfield |
| Melhor Cinematografia | Melhor Filme Estrangeiro |
| - The Brutalist – Lol Crawley - Conclave – Stéphane Fontaine - Duna: Parte 2 – Greig Fraser - Emilia Pérez – Paul Guilhaume - Nosferatu – Jarin Blaschke | - Emilia Pérez – Jacques Audiard () - Ainda Estou Aqui – Walter Salles () - All We Imagine as Light – Payal Kapadia e Thomas Hakim () - Dāne-ye anjīr-e ma'ābed – Mohammad Rasoulof e Amin Sadraei () - Kneecap – Rich Peppiatt e Trevor Birney () |
| Melhor Filme Britânico | Melhor Documentário |
| - Conclave – Edward Berger, Tessa Ross, Juliette Howell, Michael A. Jackman e Peter Straughan - Bird – Andrea Arnold, Tessa Ross, Juliette Howell e Lee Groombridge - Blitz – Steve McQueen, Tim Bevan, Eric Fellner e Anita Overland - Gladiador II – Ridley Scott, Douglas Wick, Lucy Fisher, Michael Pruss, David Scarpa e Peter Craig - Hard Truths – Mike Leigh e Georgina Lowe - Kneecap – Rich Peppiatt, Trevor Birney, Jack Tarling, Naoise Ó Cairealláin, Liam Óg Ó Hannaidh e JJ Ó Dochartaigh - Lee – Ellen Kuras, Kate Solomon, Kate Winslet, Liz Hannah, Marion Hume, John Collee e Lem Dobbs - Love Lies Bleeding – Rose Glass, Andrea Cornwell, Oliver Kassman e Weronika Tofilska - The Outrun – Nora Fingscheidt, Sarah Brocklehurst, Dominic Norris, Jack Lowden, Saoirse Ronan e Amy Liptrot - Wallace & Gromit: Vengeance Most Fowl – Nick Park, Merlin Crossingham, Richard Beek e Mark Burton | - Super/Man: A História de Christopher Reeve – Ian Bonhôte, Peter Ettedgui, Lizzie Gillett e Robert Ford - Black Box Diaries – Shiori Itō, Eric Nyari e Hanna Aqvilin - Daughters – Natalie Rae, Angela Patton, Lisa Mazzotta, Justin Benoliel e James Cunningham - No Other Land – Yuval Abraham, Basel Adra, Hamdan Ballal e Rachel Szor - Will & Harper – Josh Greenbaum, Rafael Marmor, Christopher Leggett, Will Ferrell e Jessica Elbaum |
| Melhor Trilha Sonora | Melhor Som |
| - The Brutalist – Daniel Blumberg - Conclave – Volker Bertelmann - Emilia Pérez – Camille e Clément Ducol - Nosferatu – Robin Carolan - Robô Selvagem – Kris Bowers | - Duna: Parte 2 – Ron Bartlett, Doug Hemphill, Gareth John e Richard King - Blitz – John Casali, Paul Cotterell e James Harrison - Gladiador II – Stéphane Bucher, Matthew Collinge, Paul Massey e Danny Sheehan - A Substância – Valérie Deloof, Victor Fleurant, Victor Praud, Stéphane Thiébaut e Emmanuelle Villard - Wicked – Robin Baynton, Simon Hayes, John Marquis, Andy Nelson e Nancy Nugent Title                                  |
| Melhor Design de Produção | Melhores Efeitos Visuais |
| - Wicked – Nathan Crowley e Lee Sandales - Conclave – Suzie Davies e Cynthia Sleiter - Duna: Parte 2 – Patrice Vermette e Shane Vieau - Nosferatu – Craig Lathrop - The Brutalist – Judy Becker e Patricia Cuccia | - Duna: Parte 2 – Paul Lambert, Stephen James, Gerd Nefzer e Rhys Salcombe - Better Man – Luke Millar, David Clayton, Keith Herft e Peter Stubbs - Gladiador II – Mark Bakowski, Neil Corbould, Nikki Penny e Pietro Ponti - Planeta dos Macacos: O Reinado – Erik Winquist, Rodney Burke, Paul Story e Stephen Unterfranz - Wicked – Pablo Helman, Paul Corbould, Jonathan Fawkner e Anthony Smith                                            |
| Melhor Figurino | Melhor Maquiagem e Caracterização |
| - Wicked – Paul Tazewell - A Complete Unknown – Arianne Phillips - Blitz – Jacqueline Durran - Conclave – Lisy Christl - Nosferatu – Linda Muir | - A Substância – Pierre-Olivier Persin, Stéphanie Guillon, Frédérique Arguello e Marilyne Scarselli - Duna: Parte 2 – Love Larson e Eva von Bahr - Emilia Pérez – Julia Floch Carbonel, Emmanuel Janvier, Jean-Christophe Spadaccini e Romain Marietti - Nosferatu – David White, Traci Loader e Suzanne Stokes-Munton - Wicked – Frances Hannon, Laura Blount, Sarah Nuth e Johanna Nielsen                                                   |
| Melhor Edição | Melhor Estreia de um Escritor, Diretor ou Produtor Britânico |
| - Conclave – Nick Emerson - Anora – Sean Baker - Duna: Parte 2 – Joe Walker - Emilia Pérez – Juliette Welfling - Kneecap – Julian Ulrichs e Chris Gill | - Kneecap – Rich Peppiatt - Hoard – Luna Carmoon - Monkey Man – Dev Patel - Santosh – Sandhya Suri, James Bowsher e Balthazar De Ganay - Sister Midnight – Karan Kandhari |
| Melhor Filme Animado | Melhor Curta-Metragem em Animação |
| - Wallace & Gromit: Vengeance Most Fowl – Nick Park, Merlin Crossingham e Richard Beek - Divertida Mente 2 – Kelsey Mann e Mark Nielsen - Flow – Gints Zilbalodis e Matīss Kaža - Robô Selvagem – Chris Sanders e Jeff Hermann | - Wander To Wonder – Nina Gantz, Stienette Bosklopper, Simon Cartwright e Maarten Swart - Adiós – José Prats, Natalia Kyriacou e Bernardo Angeletti - Mog's Christmas – Robin Shaw, Joanna Harrison, Camilla Deakin e Ruth Fielding |
| Melhor Curta-Metragem Britânico | Melhor Escolha de Elenco |
| - Rock, Paper, Scissors – Franz Böhm, Ivan e Hayder Rothschild Hoozeer - Marion – Joe Weiland, Finn Constantine e Marija Djikic - Milk – Miranda Stern e Ashionye Ogene - Stomach Bug – Matty Crawford e Karima Sammout-Kanellopoulou - The Flowers Stand Silently, Witnessing – Theo Panagopoulos e Marissa Keating | - Anora – Sean Baker e Samantha Quan - The Apprentice – Carmen Cuba e Stephanie Gorin - A Complete Unknown – Yesi Ramirez - Conclave – Nina Gold e Martin Ware - Kneecap – Carla Stronge |
| Melhor Ator/Atriz em Ascensão (votado pelos fãs) | Melhor Filme para as Crianças e a Família |
| - David Jonsson - Jharrel Jerome - Marisa Abela - Mikey Madison - Nabhaan Rizwan | - Wallace & Gromit: Vengeance Most Fowl - Nick Park, Merlin Crossingham e Richard Beek - Flow – Gints Ziibalodis e Matīss Kaža - Kensuke's Kingdom – Kirk Hendry, Neil Boyle e Camilla Deakin - Robô Selvagem – Chris Sanders e Jeff Hermann |

### Filmes com múltiplas nomeações
| Indicações | Filme                       |
| ---------- | --------------------------- |
| 12         | Conclave                    |
| 11         | Emilia Pérez                |
| 9          | The Brutalist               |
| 7          | Anora                       |
| 7          | Duna: Parte 2               |
| 7          | Wicked                      |
| 6          | A Complete Unknown          |
| 6          | Kneecap                     |
| 5          | Nosferatu                   |
| 5          | A Substância                |
| 3          | The Apprentice              |
| 3          | Blitz                       |
| 3          | Gladiador II                |
| 3          | Sing Sing                   |
| 3          | Robô Selvagem               |
| 3          | Wallace & Gromit: Avengança |
| 2          | Flow                        |
| 2          | Hard Truths                 |
| 2          | The Outrun                  |
| 2          | A Real Pain                 |